# Ngành Thông
Ngành Thông (danh pháp khoa học: Pinophyta) nhiều tài liệu tiếng Việt cũ còn gọi là ngành Hạt trần (Gymnospermae), gồm các loài cây thân gỗ lớn hoặc nhỡ, ít khi là cây bụi hoặc dây leo thân gỗ. Lá hình vảy, hình kim, hình dải, ít khi hình quạt, hình trái xoan hoặc hình lông chim.
Cơ quan sinh sản thường đơn tính, có cấu tạo nón khác với cấu tạo hoa, gồm các lá bào tử xếp xoắn ốc hoặc xếp vòng trên một trục ngắn có dạng nón. Thụ phấn nhờ gió, ít khi nhờ côn trùng. Lá noãn mở không bao hạt, mang một đến nhiều lá noãn ở nách hoặc mép. Hạt có phôi thẳng, mang một đến nhiều lá mầm.
Gỗ tương đối mềm, chỉ có quản bào chưa có mạch gỗ và sợi gỗ.

## Hình ảnh

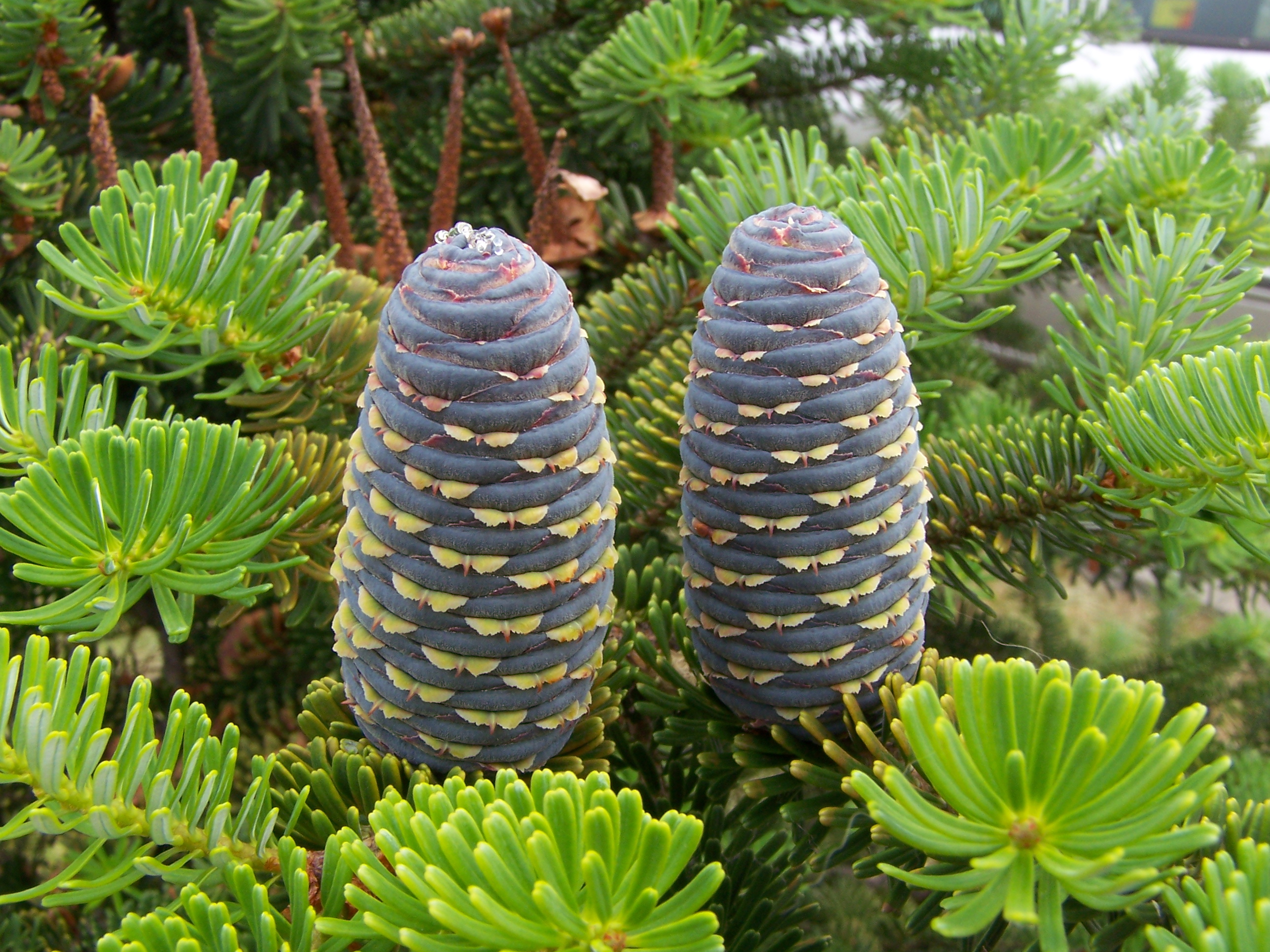
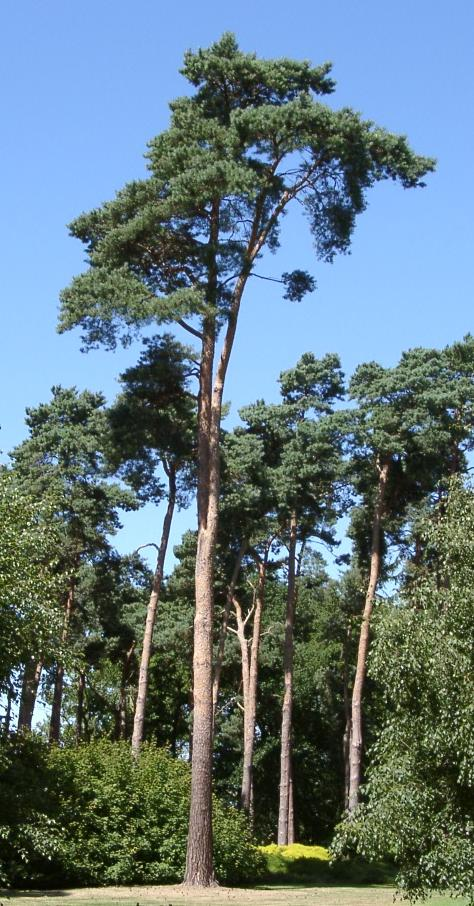